# Johan Rühl
Johan Hendrik Willem Rühl (Amsterdam, 9 maggio 1885 – Hilversum, 4 dicembre 1972) è stato un pallanuotista olandese.
Ha partecipato ai Giochi Londra 1908, gareggiando, come portiere, nel torneo di pallanuoto.